# Значок «Отличнику здравоохранения»
Значо́к «Отли́чнику здравоохране́ния» — ведомственная награда Министерства здравоохранения СССР, награждения которой производились в Советском Союзе в 1936—1991 годах.
Значок «Отличнику здравоохранения» впервые был учреждён в СССР Наркоматом здравоохранения в 1936 году. Значок «Отличнику здравоохранения» впоследствии был учреждён в СССР Министерством здравоохранения 7 января 1956 года. Спустя 16 лет с целью упорядочивания награждений был выпущен обновлённый приказ Министерства здравоохранения от 7 сентября 1972 года № 746 «Об утверждении Инструкции о порядке награждения значком «Отличнику здравоохранения» за подписью министра Б. В. Петровского.

## Приказ Министерства здравоохранения СССР
В целях установления единого порядка награждения значком «Отличнику здравоохранения»
I. Утверждаю Инструкцию о порядке награждения значком «Отличнику здравоохранения» и выдачи значков, прилагаемую к приказу.
II. Приказываю:

1. Министрам здравоохранения союзных республик, Президиуму Академии медицинских наук СССР, начальникам главных управлений, управлений Министерства здравоохранения СССР обеспечить исполнение утверждённой Инструкции.

2. Считать утратившей силу Инструкцию о порядке награждения значком «Отличнику здравоохранения» и выдачи значков, утверждённую 7 января 1956 г.
Б. В. Петровский

## Инструкция о порядке награждения значком «Отличнику здравоохранения» и выдачи значков
1. Значком «Отличнику здравоохранения» награждаются работники учреждений системы здравоохранения СССР, медицинские работники других министерств и ведомств, имеющие продолжительный стаж безупречной работы, как правило, не менее 10 лет, показавшие образцы коммунистического отношения к труду, отлично выполняющие обязанности по оказанию медицинской помощи населению, проведению санитарно-противоэпидемической работы и обеспечению населения медикаментами, постоянно повышающие свою квалификацию и передающие другим свой опыт, а также лица, которые способствуют развитию здравоохранения и принимают активное участие в мероприятиях, проводимых органами и учреждениями здравоохранения.
2. Значком «Отличнику здравоохранения» награждает Министр здравоохранения СССР.
3. Ходатайство о награждении значком «Отличнику здравоохранения» возбуждается перед Министром здравоохранения СССР министерствами здравоохранения союзных республик, Президиумом Академии медицинских наук СССР, ректорами медицинских институтов, институтов усовершенствования врачей, директорами научно-исследовательских институтов, учреждений и организаций Министерства здравоохранения СССР, министерствами и ведомствами СССР, начальниками главных управлений, управлений, самостоятельных отделов Министерства здравоохранения СССР, партийными, профсоюзными и другими общественными организациями.

Общественные организации при возбуждении ходатайства о награждении работников учреждений и предприятий значком «Отличнику здравоохранения» должны согласовывать кандидатов для награждения с местными органами здравоохранения (областными, краевыми, и районными отделами здравоохранения, главными врачами центральных районных больниц).
4. Награждение медицинских работников, отличившихся при выполнении работы за рубежом, производится по ходатайству Управления внешних сношений Министерства здравоохранения СССР.
5. При представлении к награждению значком «Отличнику здравоохранения» должны быть оформлены следующие документы:

а) ходатайство на имя Министра здравоохранения СССР;

б) наградной лист установленной формы (приложение № 1), в котором даётся сжатая характеристика, отражающая деловые качества и идейно-политический уровень представляемого к награде;

в) учётная карточка (приложение № 2).
6. Значки «Отличнику здравоохранения» и удостоверения к ним выдает Управление кадров Министерства здравоохранения СССР по доверенности представителям Министерств здравоохранения союзных республик, Президиума Академии медицинских наук СССР и других ведомств и организаций, возбудивших ходатайство о награждении. Значки вручаются награждённым руководителями учреждений здравоохранения или представителями Министерств здравоохранения СССР и союзных республик.
7. Лица, ранее награждённые значком «Отличнику здравоохранения», вторично не награждаются. Дубликат значка не выдаётся.

## Описание нагрудного значка «Отличнику здравоохранения»
Значок представляет собой медальон, изготовленный из бронзы, размером 28 на 25 мм. На лицевой стороне его, в центре, на фоне лучей восходящего солнца размещены выпукло выступающие серп и молот и чаша со змеёй, увенчанные пятиконечной красной звездой и красным знаменем. Звезда и знамя покрыты красной эмалью. По нижнему краю медальона полукругом располагается лента с раздвоенными концами, покрытая белой эмалью.
На красном эмалевом фоне знамени размещена выпуклая надпись «ОТЛИЧНИКУ», на белом эмалевом фоне ленты — «ЗДРАВООХРАНЕНИЯ».
На обратной стороне значка расположен нарезной штифт с гайкой для прикрепления ордена к одежде.
Первоначально изготавливался Эмальерной артелью ЭМА, затем на Московском монетном дворе и Артелью МОСЮВ .

## Прекращение награждений
После распада СССР в 1991 году награждения были прекращены. В 1998 году в Российской Федерации был утверждён обновлённый нагрудный знак «Отличнику здравоохранения». В 2004 году  в Казахстане был переутверждён обновлённый нагрудный знак «Отличник здравоохранения Республики Казахстан».